# Dietro i candelabri
Dietro i candelabri (Behind the Candelabra) è un film per la televisione biografico diretto da Steven Soderbergh con protagonisti Michael Douglas e Matt Damon.
Il film segue la storia del pianista Liberace e della sua storia d'amore con Scott Thornson. La pellicola è stata in concorso alla 66ª edizione del Festival di Cannes.

## Trama
1977. Dopo un'infanzia e un'adolescenza difficili il diciottenne Scott Thorson si reca a Los Angeles per cercare lavoro come veterinario; qui, in un gay bar, incontra il produttore teatrale Bob Black, che lo invita a Las Vegas per assistere ad uno show di un suo amico, il celebre pianista Liberace, all'epoca al vertice della sua fama. Scott viene presentato al pianista, che ne rimane immediatamente affascinato; offrendogli di curare il suo anziano cane, il giovane inizia a frequentare la sua sontuosa dimora: in breve i due cominceranno a scambiarsi confidenze e intimità, fino a iniziare una vera e propria relazione.
Scott dichiara a Liberace di essere bisessuale, mentre Liberace ribatte di essere sempre stato omosessuale, nonostante lo nasconda al pubblico; il pianista è inoltre un fervente cattolico nonostante la Chiesa non approvi le relazioni omosessuali: gli racconta dell'incontro avuto anni prima con un messaggero di Dio, in seguito al quale si è convinto che Dio lo ami così com'è. Liberace si affeziona molto a Scott, lo prende a vivere con sé e lo ricopre di gioielli e altri doni preziosi; in seguito lo farà esibire nel suo show e proporrà perfino di adottarlo, senza riuscirci.
Pian piano emerge però il lato oscuro di Liberace, ossessionato dalla propria immagine pubblica al punto di pagare profumatamente il suo manager Seymour perché si inventi qualsiasi scusa pur di giustificare l'assenza di una donna al suo fianco. Il pianista inoltre è morbosamente geloso del suo aspetto fisico, tanto da sottoporsi a drastiche diete e continui interventi di chirurgia plastica, costringendo Scott a fare altrettanto perché si trasformi in una "versione più giovane" di lui; questo però creerà una graduale frattura nella coppia dal momento che Scott, per dimagrire, inizia a fare uso di anfetamine in dosi sempre maggiori. Il ragazzo finirà per pagarne le dosi vendendo i gioielli donatigli da Liberace, e ad avere frequenti scatti di nervosismo a causa dei quali Liberace si allontanerà progressivamente da lui.
La crisi della coppia dura fino al 1982: Scott è ormai totalmente schiavo della droga e, anche se continua a vivere in casa di Liberace, tra i due non c'è più alcun rapporto. Quando il pianista s'infatua del giovane cantante Cary-James, comincia a tradire regolarmente Scott, perfino nel giorno in cui questi si trova a Los Angeles per il funerale della madre adottiva. Questo causa una violenta reazione di Scott, in seguito alla quale i due si separano. Nel 1984 ha dunque luogo un'aspra battaglia legale in cui Scott farà causa a Liberace per diffamazione, richiedendo la conversione in denaro delle proprietà a lui intestate negli anni della loro relazione; tutto ciò che ottiene è una discreta somma di denaro e alcuni doni offertigli in cambio del silenzio sulla sua relazione con Liberace.
Scott torna a vivere una vita ben più modesta e ritirata di quella con Liberace. Nel dicembre 1986 riceve una chiamata proprio da quest'ultimo, il quale, sapendo di essere in fin di vita a causa dell'AIDS contratto tempo prima, gli chiede di vederlo un'ultima volta. I due ex-amanti riescono a darsi un ultimo saluto prima che Liberace muoia, il 4 febbraio 1987; nonostante gli sforzi di Seymour per tenere nascosta la malattia, presto emerge la vera causa della sua morte. Al funerale, Scott immagina Liberace mentre si esibisce nel suo ultimo, sontuoso show prima di librarsi verso il paradiso.

## Produzione
Il film era previsto per il 2008 ma fu rinviato per consentire all'attore Michael Douglas di curarsi dal quarto stadio del tumore alla gola nel 2010.
Il regista Steven Soderbergh, nel gennaio 2013, dichiara in un'intervista per il New York Post che "il film era inizialmente previsto per un'uscita cinematografica, ma la storia era troppo gay per gli studios di Hollywood", dichiarando inoltre:

### Cast
- Inizialmente fu scelto l'attore Robin Williams per interpretare il ruolo di Liberace, ma fu poi sostituito da Michael Douglas[4].
- L'attore Michael Douglas ha girato il film a 68 anni, stessa età in cui morì Liberace, mentre Matt Damon era quarantaduenne ed interpretava Scott Thorson, che aveva meno di trent'anni quando morì il pianista[5].
- Per sembrare più giovane Matt Damon indossa una parrucca per tutto il film[6].
- Liberace era famoso per le sue parrucche, mentre nel film Michael Douglas ha chiesto ed ottenuto di avere i propri capelli senza parrucche[7].

### Riprese
Le riprese del film sono iniziate il 14 novembre 2011 e sono state effettuate tra gli stati della California e del Nevada, tra le città di Los Angeles, Santa Clarita, Palm Springs e Las Vegas.

## Promozione
Il primo trailer del film viene pubblicato il 31 marzo 2013.

## Distribuzione
Il film è stato selezionato per partecipare in concorso al Festival di Cannes 2013, dove ha esordito il 21 maggio 2013.
Negli Stati Uniti d'America il film è stato trasmesso direttamente in televisione su HBO il 26 maggio 2013, nel Regno Unito è uscito nei cinema il 7 giugno, in Francia è stato distribuito nelle sale cinematografiche a partire dal 18 settembre 2013 e in Italia a partire dal 5 dicembre 2013.

## Riconoscimenti
- 2013 - Emmy Award
  - Miglior miniserie o film per la televisione
  - Miglior attore in una miniserie o film per la televisione a Michael Douglas
  - Miglior regia per un film, miniserie o speciale drammatico a Steven Soderbergh
  - Candidatura per il miglior attore in una miniserie o film per la televisione a Matt Damon
  - Candidatura per il miglior attore non protagonista in una miniserie o film per la televisione a Scott Bakula
  - Candidatura per la miglior sceneggiatura per un film, miniserie o speciale drammatico a Richard LaGravenese
- 2014 - Golden Globe
  - Miglior miniserie o film per la televisione
  - Miglior attore in una mini-serie o film per la televisione a Michael Douglas
  - Candidatura per il miglior attore in una mini-serie o film per la televisione a Matt Damon
  - Candidatura per il miglior attore non protagonista in una serie a Rob Lowe
- 2014 - Premio BAFTA
  - Candidatura per la miglior sceneggiatura non originale a Richard LaGravenese
  - Candidatura per il miglior attore non protagonista a Matt Damon
  - Candidatura per la miglior scenografia a Howard Cummings
  - Candidatura per i migliori costumi a Ellen Mirojnick
  - Candidatura per il miglior trucco e acconciatura a Kate Biscoe e Marie Larkin
- 2014 - Directors Guild of America Award
  - Miglior regista per un film o mini-serie televisiva a Steven Soderbergh
- 2014 - Screen Actors Guild Awards
  - Miglior attore in una miniserie o film per la televisione a Michael Douglas
  - Candidatura per il miglior attore in una miniserie o film per la televisione a Matt Damon
- 2014 - ACE Eddie Awards
  - Miglior montaggio per una miniserie o film tv a Mary Ann Bernard
- 2014 - Producers Guild of America Award
  - Miglior film per la televisione
- 2014 - Art Directors Guild Awards
  - Miglior scenografia per un film Tv o una mini-serie televisiva a Howard Cummings
- 2014 - Costume Designers Guild Awards
  - Migliori costumi per un film tv o serie tv contemporanea
- 2014 - Cinema Audio Society Awards
  - Miglior missaggio del suono in un film tv o serie tv

Nel settembre 2019 il Guardian ha posizionato il film al cinquantaseiesimo posto dei cento migliori film prodotti dopo il 2000.